# Joan Francés Blanc
Joan Francés Blanc (8 de diciembre de 1961) es un escritor francés en lengua occitana. Su nombre en francés es Jean-François Blanc.
Nace en Agen, municipio situado en el departamento de Lot y Garona, en la región de Aquitania. Estudió historia en la Universidad de Burdeos y lingüística en la Universidad de París. Tras licenciarse, trabajó en la región de Isla de Francia, donde empieza a escribir en occitano. Publicó artículos en varias revistas en sus dos dialectos de origen, el languedociano y el gascón. 

## Obra
- "Autoretrach literari" in Escrituras descobertistas : presentacion d'una jove literatura occitana, Tolosa: 1996, lo Gai Saber.
- "Extrach de cronica negra e blava dels jorns de Praga" in Escrituras descobertistas : presentacion d'una jove literatura occitana, Tolosa: 1996, lo Gai Saber.[1]
- "Nueit de junh" in De quan panèren un peishic de pais : Editorial Pagès, Lleida, 1994, ISBN 84-7935-231-0.
- "Onzadas" in Paraules dera tèrra : Editorial Pagès, Lleida, 1997, ISBN 84-7935-415-1.
- Heisei : Princi Negre, 1999, ISBN 2-905007-42-7,[2][3] 2.ª edición ISBN 2-84618-740-1, 2010[4]
- (coll.) Lexique thématique français-occitan. L'informatique. L'informatica, Institut d'Estudis Occitans, 2009, ISBN 978-2-859104-30-6 .[5]
- "Aquí los jorns càmbian de nom" in Parlem. Vai-i qu'as paur 25:15-16 (en línea Archivado el 14 de enero de 2020 en Wayback Machine.)
- "Les mots noveus en lenga d'oc" in La Clau Lemosina 90:8-13.[6]
- "Lingüistic e informatica: emplec deus lengatges de comanda taus recèrcs deus lexics informatisats: l'exemple de SC/REXX." Ligam-DiGaM 3:31-37.[7]
- "En occitan, tota la setmana!" Forra Borra 108:1.[8]
- "Discors, paraula, lenga?" Forra Borra 114:3-5.
- "L'Institut d'Estudis Occitans de París e lo projècte de Diccionari deu Gascon Modèrn (DiGaM)". Forra Borra 123:3-6.
- "En seguida de l'article L'IEO París e lo projècte DiGaM". Forra Borra 124:3-6.
- "Sus Internet se charro en lengo nostro". Prouvènço d'aro 99:13.[9]
- "Manciet romancier" in Bernard Manciet: la voix d'une œuvre Auteurs en scène n°2, Editions Théâtre des treize vents, Centre dramatique national Languedoc Roussillon Montpellier, 1997
- con Maria Elena Bonafé, "Andrieu Benedetto, l'òme teatre", in Anem! Occitans!, n°130, setembre-octobre-novembre de 2009.